# 2012年度電視節目欣賞指數調查
2012年度電視節目欣賞指數調查，頒獎禮於2013年4月11日下午3點在香港電台電視大廈一號錄影廠舉行，本年度以「節目出色 豐碩成績」為主題。

## 結果

### 最高欣賞指數的節目
- 第一位：火速救兵II（香港電台）
- 第二位：鏗鏘集（香港電台）
- 第三位：沒有牆的世界III（香港電台）
- 第四位：毒海浮生（香港電台）
- 第五位：賭海迷徒（香港電台）
- 第六位：星期日 / 星期二檔案（無綫電視）
- 第七位：華人移民史（香港電台）
- 第八位：生活逼人（香港電台）
- 第九位：700萬人的先鋒（香港電台）
- 第十位：私隱何價（香港電台）
- 第十一位：警訊（香港電台）
- 第十二位：新聞透視（無綫電視）
- 第十三位：頭條新聞（香港電台）
- 第十四位：2012香港政情大事回顧（香港電台）
- 第十五位：2012大事回顧系列（無綫電視）
- 第十六位：On Call 36小時（無綫電視）
- 第十七位：探索大世界（香港電台）
- 第十八位：天使在人間（香港電台）
- 第十九位：香港故事（香港電台）
- 第二十位：文化長河－山川行（香港電台）

### 新聞財經報道節目整體欣賞指數
- 第一位：無綫電視
- 第二位：有線電視
- 第三位：now寬頻電視
- 第四位：香港寬頻bbTV
- 第五位：亞洲電視

### 全年最高平均欣賞指數大獎
- 第一位：香港電台
- 第二位：無綫電視
- 第三位：有線電視
- 第四位：亞洲電視

## 外部連結
- 2012年度電視節目欣賞指數調查官方網頁（页面存档备份，存于）
- 2012年度電視節目欣賞指數調查 - 最佳電視節目（页面存档备份，存于）